# Ốc ruốc
Ốc ruốc hay còn gọi là ốc chép là một loại ốc biển có kích cỡ loại nhỏ, có màu sắc sặc sỡ phân bố ở vùng biển miền Trung Việt Nam, đặc biệt tập trung ở vùng Quảng Nam.

## Đặc điểm sinh học
Ốc ruốc có kích cỡ nhỏ li ti bằng hạt nút áo (khuy áo) với vỏ có nhiều màu sắc sặc sỡ. Ốc ruốc sống gần bờ biển, nó có tập tính chỉ xuất hiện vào đầu mùa hè và thường xuất hiện trên vùng biển miền Trung từ tháng 3-7 dương lịch hằng năm. Vào mùa này, ốc ruốc tụ lại từng đám, có lúc nổi dật dờ theo con sóng biển ven bờ, có lúc nằm dày đặc ngay bờ biển 

## Trong đời sống
Ốc ruốc là món ăn dân dã được yêu thích dù để ăn được chúng phải mất nhiều thời gian để khều lấy thịt ăn vì kích thước quá nhỏ của chúng. Ở vùng Quảng Nam, ốc ruốc là một đặc sản được ưa thích. Nghề cào ốc ruốc là nghề khá phổ biến của ngư dân ở vùng đất này, nghề này đã giúp tăng thu nhập đáng kể cho địa phương trong những tháng đầu năm 2007, ước tính có khoảng trên dưới 500 lao động tại địa phương tham gia cào ốc. Có gia đình thu nhập vài triệu đồng
Quá trình chế biến, sau khi trụng nước sôi cho chín ruột bên trong, được trộn thêm gia vị gồm mắm, muối, dầu, ớt bột... thành một món vừa bắt mắt vừa lôi cuốn mùi vị đặc trưng của ốc biển. Tuy nhiên cũng có trường hợp ngộ độc thực phẩm do ăn ốc ruốc tại thành phố Đồng Hới (Quảng Bình) đã có hơn 30 người ngộ độc do ăn ốc chép. Ngoài ra, ốc ruốc còn tận dụng được vỏ để làm vật trang trí vì màu sắc sặc sở, bắt mắt, nhiều người đính vỏ ốc thành hình cánh hoa trên tách trà, xâu thành vòng đeo tay hay chuỗi hạt, thậm chí kết thành rèm cửa.
Nguồn gốc của độc tố trong các loài ốc chưa được xác định rõ ràng do chúng có tính chất khá phức tạp vì không phải tất cả các cá thể trong cùng một loài đều mang độc tố và độc tố cũng rất khác biệt trong từng cá thể. Nguyên nhân của tính chất phức tạp này rất có thể độc tố của ốc cũng có nguồn gốc từ vi sinh vật cộng sinh.